# Полидури, Мария
Мария Полидури (греч. Μαρία Πολυδούρη), 1 апреля 1902, Каламата — 30 апреля 1930, Афины) — греческая поэтесса.

## Биография
Мария Полидури родилась в 1902 году в богатой семье. Её отец был директором института. Мария была третьей дочерью из пяти детей. В раннем возрасте осталась сиротой, вела жизнь полную лишений. Обучалась в Афинском университете, где, познакомилась с начинающим поэтом Костасом Кариотакисом, который также учился в Университете и ставшим впоследствии «личностью, уникальной в греческой литературе». Через короткое время их знакомство переросло в сильную, но несчастливую любовь,, что сильно повлияло на жизнь и творчество М. Полидури.
В 1927 во время пребывания в Париже заболела туберкулёзом. После самоубийства К. Кариотакиса состояние её здоровья резко ухудшилось. В апреле 1930 года, оставшись без средств к существованию, поэтесса умерла от туберкулеза в возрасте 28-ми лет.

## Творчество
Начала писать в возрасте 14 лет и впервые опубликовала своё стихотворение «Мама» в журнале «Семейная звезда». Через год закончила первый сборник «Ромашки», который полностью так никогда и не был опубликован. За ним следуют сборники «Τρίλλιες που σβύνουν» «Замирающие трели» (1928) и «Ηχώ στο Χάος» «Эхо в Хаосе» в 1929 году. Все остальные произведения были собраны и опубликованы писательницей Лили Зографу в книге «Отвечаю» в 1961 году.
Главными мотивами поэзии М. Полидури были любовь и смерть. В строках её стихов прослеживается несогласие с судьбой, нежелание уходить так рано, и огромное желание жить.
После смерти её личный друг и поэт Яннис Ходрояннис написал: 

«Мария Полидури — это самый тонкий цветок с самым сильным ароматом во всей новогреческой поэзии. После смерти её пропал для Греции один из самых музыкальных, настоящих, чистейших лирических голосов, которые звучали в последние годы».